# Meteoros
Meteoros est un supergroupe argentin de pop, originaire de Buenos Aires. Il est formé par la musicienne et DJ Didi Gutman (membre de Brazilian Girls) aux claviers, Ale Sergi (chanteur du groupe Miranda!, à la guitare et au chant), le producteur argentin Cachorro López (ex-bassiste de Los Abuelos de la Nada, entre autres) et la chanteuse Rosario Ortega. À leurs débuts, ils comptent sur la chanteuse mexicaine Julieta Venegas.

## Histoire
Le groupe commence à être conçu lorsque les membres se retrouvent à plusieurs reprises dans un studio d'enregistrement à Buenos Aires, en Argentine. Même s'ils avaient leurs propres projets en tant qu'artistes solo, avec d'autres groupes et en tant que producteurs, ils décident de se réunir et de former un supergroupe pop. Tout au long du mois de septembre 2015, Cachorro López commence à donner des indices sur Meteoros, en utilisant le hashtag #MeteorosEL25 ainsi qu'en publiant des vidéos sur la page Facebook officielle du groupe, où les visages des membres n'étaient pas visibles. Le 25 septembre 2015, le groupe est officiellement lancé par Sony Music Argentina.
Le 24 septembre 2015, le premier single du groupe, Decirnos la verdad, est déjà en vente dans les boutiques numériques, bien que la sortie officielle ait eu lieu le 25 septembre.

## Discographie

### Albums studio
- 2015 : Meteoros
- 2019 : Meteoros+

### Singles
- 2015 : Decirnos la verdad
- 2016 : No hay tiempo
- 2016 : Esclavos del silencio (Versión 2016) (avec Rosario Ortega en remplacement de Julieta Venegas)
- 2019 : Chica en Buenos Aires (avec Emmanuel Horvilleur)
- 2019 : Vacaciones en mi Mente (avec Rosario Ortega)
- 2019 : La Quietud del Movimiento (avec Javiera Mena)